# Jesús Arnaldo Pérez
Jesús Arnaldo Pérez (Veguita, 11 de noviembre de 1953) es un diplomático y político venezolano, que se desempeñó como Ministro de Relaciones Exteriores de Venezuela, designado por el presidente Hugo Chávez, entre el 13 de febrero y 20 de noviembre de 2004. Además, se desempeñó como Embajador de Venezuela en Francia, en dos oportunidades, como también concurrentemente ante la UNESCO, Argelia y Mónaco.

## Biografía
Nació en Veguita, Barinas. Amigo de la infancia de Hugo Chávez, compañeros de la escuela primaria, un cable de WikiLeaks señala el rumor de que era hermanastro de aquel. Se casó con una francesa de origen marroquí, y se mudó a Francia, donde se graduó en Geografía por la Universidad de Toulouse II-Le Mirail, de la cual también se doctoró en Geografía en ámbitos rurales. Además, estudió en la Universidad de París y la Universidad de Burdeos. Fue profesor de Geografía en distintas universidades francesas. En aquel país nacieron sus hijos, que ostentan la ciudadanía francesa.
Adhirió tempranamente a Chávez, que lo designó como Ministro de Ambiente, apenas llegó al poder en 1999. Dejó aquel cargo para asumir como Embajador en Francia, donde permaneció hasta 2004, para asumir como canciller. En aquel tiempo, durante 2001 y 2002, también fue embajador concurrente en Argelia. En 2006 regresó a Francia como embajador.